# Nationalstat
En nationalstat är en stat som är uppbyggd kring en nation, och en majoritetsbefolknings nationella identitet, till skillnad från ett rike som definieras av härskarens blodslinjer och militära territorium. Bonniers lexikon definierar nationalstat som "en geografiskt avgränsad stat vars befolkning i stort sett har samma härstamning, språk och kultur" och hänvisar till begreppet nationalism. Denna definiering faller under begreppet "kulturnationnell uppfattning" i kontrast till "statsnationell uppfattning" vilka båda ligger till grund för olika nationalistiska inriktningar.
Nationalstat kan även användas synonymt med en statsbildning eller land.
Norges strävan mot självständighet från sin union med Sverige, vilken upplöstes 1905, kan förstås som ett typiskt exempel på skapandet av en nationalstat. Under 1900-talets avkolonialisering försökte folken i de självständiga staterna med varierande framgång skapa nationalstater av de tidigare kolonierna, exempelvis i Vietnam 1954 och i Bangladesh 1971.

## Begreppet nationalstat
Nationalstaten sägs ofta börja med den Westfaliska freden 1648, som markerade slutet på Trettioåriga kriget, eftersom en viss religionsfrihet gavs åt de mindre stater som utgjorde Tysk-romerska riket. Detta markerade början på de (national)statsbildningar som senare tider skulle vara norm i Europa. 
Beroende på sammanhang och ideologi, kan begreppet "nationalstat" förstås olikartat. Sedd som en demografisk term, med ett samtida perspektiv, ställs den emot mångnationalstater, det vill säga stater vilkas medborgare har olika etnicitet. Ett exempel på en stat som har flera erkända nationaliteter är Kina; se Kinas nationaliteter. En av de få stater som idag med gott fog kan kalla sig nationalstat är Island på grund av sin etniskt och kulturellt homogena befolkning.
Organisatoriskt kännetecknas nationalstaten av centralstyre, som ersätter lokala och regionala självstyrelser. Nationalstaten kan ibland i politiska internationella sammanhang avse stater på nationell nivå, till exempel medlemsstater i överstatliga organisationer (till exempel FN och EU), eller i kontrast till gemenskap med ett världssamfund som världsmedborgare. Detta är emellertid inte ett vedertaget språkbruk.
Som politisk-filosofiskt begrepp bygger nationalstaten på Jean Bodins verk under 1500-talet, och hänger, enligt Ali Khan, löst samman med folksuveränitetsprincipen (som utvecklades av Salamancaskolan). Filosofiskt är nationalstaten en legitimeringsprincip för staten som hör samman med nationalismen, och ställs som kontrast till bland annat kungadömet av Guds nåde, och rättsstaten. I detta sammanhang betecknar en rättsstat en stat som grundar sig på medborgarskap i stället för blodsband, där alla etniska grupper har samma rättigheter, delaktighet i det politiska och ekonomiska livet, och deras kulturer värnas i samma utsträckning. Nationalstaten i denna betydelse innebär en oförenlighet med minoritetspolitik och med kulturell mångfald. Redan från och med Hugo Grotius ifrågasattes emellertid den nationella folksuveränitetsprincipen (liksom universalsuveräniteten som kännetecknade kolonialismen), till förmån för en territoriell suveränitetsprincip, vilket blivit den gällande synsättet i internationell rätt; det är territoriellt suveräna stater som är aktörer i internationell rätt, och inte nationer.
För nationalister kan nationalstaten fungera som ett ideal och syfta till att eliminera etniska och religiösa skillnader för att skapa nationell enhet; extrema exempel på detta är förintelsen och det armeniska folkmordet. Mer utbrett, historiskt sett, har nationalbyggen varit. En sådan form av nationalism är ur minoriteternas perspektiv också grunden för separatism (till exempel IRA, ETA, FLN). Ytterligare en form av kamp för nationell enhet förekommer i pannationalismen.

## Primordialism och konstruktivism
Det finns i huvudsak två skilda uppfattningar om nationalstatens framväxt. Den ena, primordialismen, hävdar att den bygger på nationer som har sin grund i en avlägsen forntid och är av naturen. Primordialismen är den vanligaste teorin inom nationalismen. 
Enligt den moderna, konstruktivistiska teorin, som numera är den allmänt anammade, växte nationalstaterna fram från och med 1800-talet i ett statligt anbefallt nationsbygge. Sådana intentioner till konstruerade nationsbyggen förekom i såväl Italien som Bismarcks Tyskland; i det senare fallet genom bland annat Kulturkampf. I de fall när nationalbyggena genom assimilering har utplånat eller försökt utplåna etniska kulturer, kallas det "kulturellt folkmord" eller "etnomord".

## Nationalbyggen och mångfaldspolitik
Viktiga instrument för nationsbygge är skolgång på ett nationalspråk, framhävandet av nationella symboler och nationens historia, och annat som assimilerar etniska och religiösa minoriteter som är bofasta inom statens territorier. Om ett nationsbygge skall lyckas, förutsätter det en kollektiv identifiering med statens nation, och att nationen inte primärt bygger på en enda etnicitets exklusiva förhållande till staten. Detta kan vålla problem i stater som grundats av en etnicitet, men där invandring förändrat demografin; till exempel hur "svenskhet" förhåller sig till medborgarskap i Sverige respektive ett etniskt ursprung.
Tolkningen av nationalstatens identitet är fundamental för ett lands förhållande till centralstyrd integrationspolitik. Sedan omkring 1990-talet har idén om byggandet av nationalstaten, mer eller mindre ersatts av globalisering, mångkulturstaten eller etnisk och religiös pluralism. Nationalstaten tar därmed rollen som upprätthållare av värden som tolerans inom sitt eget territorium.

## Andra enheter än nationalstater
- Stam
- Klan
- Hövdingadöme
- Stadsstat
- Imperium